# Anomobryum bavaricum
Anomobryum bavaricum là một loài rêu trong họ Bryaceae. Loài này được Warnst. D. T. Holyoak & Köckinger mô tả khoa học đầu tiên năm 2010.